# Dobrovolni (Primorsko-Ajtarsk, Krasnodar)
Dobrovolni (del ruso: Добровольный) es un posiólok del raión de Primorsko-Ajtarsk del krai de Krasnodar en el sur de Rusia. Está situado al suroeste de la desembocadura del río Beisug a través del limán Beisugski en el mar de Azov, 35 km al sureste de Primorsko-Ajtarsk y 100 km al norte de Krasnodar, la capital del krai. Tenía 86 habitantes en 2010.
Pertenece al municipio Olginskoye.